# Jordi Lladó i Ferrer
Jordi Lladó i Ferrer (Girona, 5 de novembre de 1945) és un director de cinema, realitzador de televisió i fotògraf.

## Biografia
Jordi Lladó i Ferrer va néixer l'any 1945 a la plaça del Molí de Girona. Des de ben jove començà a fer fotografies de la ciutat, abans de complir els 15 anys, obtingué un accèssit en un concurs de fotografia de l'Agrupació Fotogràfica i Cinematogràfica de Girona i Província (AFIC) amb una foto capturada des del barri gironí de Pedret.
Als 15 anys, li van comprar una càmera de cinema i al cap de mig any, rodà el seu primer curtmetratge, De 15 a 16 anys. L'any 1963, filmà el també curtmetratge La mare, que comptà amb la música de piano de Josep Maria Sabench i que fou guardonat amb un primer premi pel Centre Excursionista de Catalunya. L'any 1964, rodà el curt El pobret, el qual va rebre el primer premi del Festival del Rotllo organitzat per l'AFIC de Blanes.
El setembre de 1965, es començà a rodar el llargmetratge Amor adolescente. Lladó dirigí el film basat en un argument escrit per Josep Maria Gironella. El guió fou treballat per Lladó i el periodista Pius Pujades. El film comptà amb l'actuació de Jessy Portas, nebot de Gironella i fill del pintor Jesús Portas, i Kelly Llaveria. A càrrec de la càmera hi hagué Jordi Sarasa i, com a ajudant de direcció, Lladó reclutà el saltenc Jaume Peracaula. A més, el film comptà amb la participació de quasi un centenar d'extres, d'entre els quals, l'artista Carles Vivó, el pintor Isidre Vicens i l'actor Francesc "Quico" Viader. El film es rodà amb una càmera de 16 mm i, més endavant, l'any 1968, s'amplià a 35 mm per a la seva distribució comercial. El maig del 1968, s'estrenà en el Festival del Nou Cinema Espanyol de Molins de Rei. A Girona, s'estrenà el 27 de novembre de 1969, al cinema Orient.
L'any 1969, Lladó fundà el Grup de Girona, un col·lectiu amb l'objectiu de fer cinema a la ciutat. D'aquest grup en sortiren dos títols: És ben difícil de matar el petit monstre que tots portem a dintre, de 1969, amb el qual guanyà el 1er Premi de Curtmetratges del I Festival Internacional de Cinema en 16 mm de Sant Sebastià i 1er Premi d'Honor del Trofeu Antoni Varés, de Girona; i Un laberinto, de 1970, basat en un conte de Pius Pujades.
Al començament de la dècada dels 70, rodà el curtmetratge Aullidos amb la primera formació de la companyia teatral Els Joglars. El curt estigué constituït de tres episodis i s'estrenà el 1973. A partir de llavors, s'instal·là a Barcelona, on es va començar a dedicar plenament a la televisió i on treballà com a realitzador en diversos programes. Començà a treballar a TVE, on dirigí Els museus, Crear i viure, Veus i formes, Mirador, Giravolt, espais musicals dedicats a Pere Tàpias, Francesc Pi de la Serra, Guillermina Motta, Xavier Ribalta i Joan Baptista Humet, entre d'altres. També, dirigí espais especials sobre Joan Miró, les festes de Nadal, Setmana Santa i d'altres, o bé produccions com les de les sèries Geografia de Catalunya i Salut Barcelona. Entre el 1989 i el 1991, dirigí els seus dos treballs més ambiciosos per a televisió: Freud, la primera mirada al fons d'un pou i Verdaguer, l'espiga enmig de la zitzània?. Fou un dels precursors dels videogrames didàctics a Catalunya i dirigí les sèries Científics catalans i L'època del gòtic català, per encàrrec de la Fundació Serveis de Cultura Popular.
Arran d'un accident automobilístic que va patir el 1988 i que el mantingué una temporada inactiu professionalment, es dedicà de nou amb interès a la fotografia. El 1994, presentà Efímer Empordà, la seva primera exposició individual de fotografies.

## Fons cinematogràfic
El 3 de febrer de 1995, Jordi Lladó i Ferrer feu donació del fons a l'Ajuntament de Girona. Van ingressar al Centre de Recerca i Difusió de la Imatge (CRDI) de l'Arxiu Municipal de Girona, sis pel·lícules cinematogràfiques, rodades en 8 i 16 mm a la ciutat de Girona, durant la dècada dels seixanta. Es tracta de cinc curtmetratges de ficció: La mare, El pobret, És ben difícil de matar el petit monstre que tots portem a dintre i Un laberinto; i un llargmetratge, també de ficció: Amor adolescente.